# Anna Boden y Ryan Fleck
Anna Boden (nacido en 1979) y Ryan K. Fleck (nacido el 20 de septiembre de 1976) son un equipo de directores de cine, editores y guionistas estadounidenses mejor conocidos por sus colaboraciones en Half Nelson (2006), Sugar (2008), It's Kind of a Funny Story (2010), Mississippi Grind (2015) y Capitana Marvel (2019).

## Primeros años
Fleck nació en Berkeley, California y se crio allí y en Oakland. Fleck había crecido en los favoritos de los fanáticos clásicos como E.T., el extraterrestre y Back to the Future.
Boden comenzó a ver películas con clasificación R a una edad temprana como Cuenta conmigo. Fleck asistió a la Universidad de Nueva York de Tisch School of the Arts donde estudió cine. Inicialmente, se dijo que Boden asistía a la misma universidad, pero otras fuentes indican que Boden estaba en Columbia. Los dos se conocieron en el set de una película de estudiantes donde se unieron a Robert Altman y, después de que Fleck terminara su tesis del cortometraje Struggle, decidieron colaborar.

## Carrera
Juntos hicieron los documentales cortos ¿Has visto a este hombre? y Jóvenes rebeldes antes de que escribieran, y dirigieran el cortometraje Gowanus, Brooklyn, un largometraje de muestra que apunta a atraer potenciales financieros a su guion no desarrollado, Half Nelson.
El corto ganó un premio en el Festival de Cine de Sundance en 2004 y Boden y Fleck fueron invitados posteriormente al Laboratorio de Escritores de Sundance para recibir comentarios profesionales sobre el guion de Half Nelson. La película no recibió el financiamiento adecuado durante años, y al intentar iniciar el proyecto, Fleck explica: "Estábamos tratando de despegar, así que tuvimos mucho tiempo para seguir escribiendo y reescribiendo. Creo que ese momento fue valioso porque creo que lo hicimos lo mejor posible".
A pesar del esfuerzo en hacer el guion "tan bueno como pudimos" antes de la filmación, Fleck alentando Half Nelson con actores a improvisar e improvisar, aunque él y actor Ryan Gosling estaban comprometidos para muchas escenas en el proceso de ensayo como se pensaba Fleck que las ideas de Gosling eran demasiado diferentes del guion en algunos casos. También tuvo varios desacuerdos con Boden al escribir; aunque afirma que su sistema de "ida y vuelta" para reescribir el trabajo del otro siempre ha funcionado bien. Half Nelson fue bien recibido por la crítica y fue nominado a un Premio de la Academia al Mejor Actor por Ryan Gosling. Muchas otras nominaciones fueron para Ryan Gosling por su papel de Dan Dunne.
Boden y Fleck han coescrito y codirigido la película Sugar del 2008, que se estrenó en el Festival de Cine Sundance del año 2008, sobre un dominicano de 19 años que emigra a los Estados Unidos para jugar béisbol en las ligas menores. Los dos escribieron el guion después de investigar sobre muchos inmigrantes dominicanos que llegan a Estados Unidos para jugar en ciudades de ligas menores, diciendo: "Las historias que escuchamos fueron tan fascinantes que se convirtieron en lo que estábamos escribiendo antes de que incluso decidiéramos que era nuestro próximo proyecto". También colaboraron en una adaptación cinematográfica de la novela para adultos jóvenes de Ned Vizzini, Es una especie de historia divertida, que se publicó el 8 de octubre de 2010.
En 2012, el dúo comenzó a trabajar en una película de juego llamada Mississippi Grind. La idea de la película surgió cuando visitarían los casinos de las embarcaciones fluviales en Iowa. En este punto de su carrera, Boden y Fleck se habían comprometido totalmente entre sí: "En los primeros días de nuestra asociación, tuvimos que navegar por muchos temas relacionados con la confianza y el ego. Hoy en día, esos temas se han ido casi por completo. Tener una creatividad El socio en el que puedes confiar es un activo maravilloso".
En abril del año 2017, Boden y Fleck fueron contratados para dirigir la próxima película de Marvel Studios, Capitana Marvel.
Anteriormente se les había considerado para dirigir Guardianes de la Galaxia. El productor Kevin Feige dijo de ellos: "Nos reunimos con mucha gente... y Anna y Ryan tuvieron una manera increíble de hablar sobre Carol Danvers y hablar sobre su viaje ... Queremos cineastas que puedan ayudar Nos centramos y elevamos el viaje del personaje para que no se pierda entre el espectáculo".

## Vida personal
Boden y Fleck viven en Brooklyn, Nueva York. Boden estaba embarazada en el momento del lanzamiento de Mississippi Grind.

## Filmografía

### Películas
| Año  | Película                   | Director(s) | Guionista(s) | Productor(s) | Editor(s)  | Notas                                                                                        |
| ---- | -------------------------- | ----------- | ------------ | ------------ | ---------- | -------------------------------------------------------------------------------------------- |
| 2006 | Half Nelson                | Ryan Fleck  | Sí           | Anna Boden   | Anna Boden | Anna Boden coproducida con Jamie Patricof, Alex Orlovsky, Lynette Howell y Rosanne Korenberg |
| 2008 | Sugar                      | Sí          | Sí           | Anna Boden   | Anna Boden | Debut del dúo directoral; Anna Boden acreditada como productora ejecutiva                    |
| 2009 | Children of Invention      | No          | No           | No           | Anna Boden |                                                                                              |
| 2010 | It's Kind of a Funny Story | Sí          | Sí           | No           | Anna Boden |                                                                                              |
| 2015 | Mississippi Grind          | Sí          | Sí           | No           | Anna Boden |                                                                                              |
| 2019 | Capitana Marvel            | Sí          | Sí           | No           | No         | Coescrita con Geneva Robertson-Dworet y Jac Schaeffer                                        |

### Televisión
| Año       | Series       | Director   | Productor  | Notas                                                                            |
| --------- | ------------ | ---------- | ---------- | -------------------------------------------------------------------------------- |
| 2009      | In Treatment | Ryan Fleck | No         | 7 episodios                                                                      |
| 2011      | The Big C    | Sí         | No         | 2 episodios                                                                      |
| 2014      | 30 for 30    | Ryan Fleck | Anna Boden | Episodio: "The Day the Series Stopped" Anna Boden acreditada Productor ejecutivo |
| 2014–2015 | Looking      | Ryan Fleck | No         | 3 episodios                                                                      |
| 2014–2015 | The Affair   | Sí         | No         | 4 episodios                                                                      |
| 2016–2017 | Billions     | Sí         | No         | 3 episodios                                                                      |
| 2017      | Room 104     | Sí         | No         | Episodio: "Red Tent"                                                             |